# Maartje Goderie
Maartje Goderie, född den 5 april 1984 i 's-Hertogenbosch, Nederländerna, är en nederländsk landhockeyspelare.
Hon tog OS-guld i damernas landhockeyturnering i samband med de olympiska landhockeytävlingarna 2008 i Peking.
Hon tog OS-guld igen i samma gren i samband med de olympiska landhockeytävlingarna 2012 i London.